# Timor

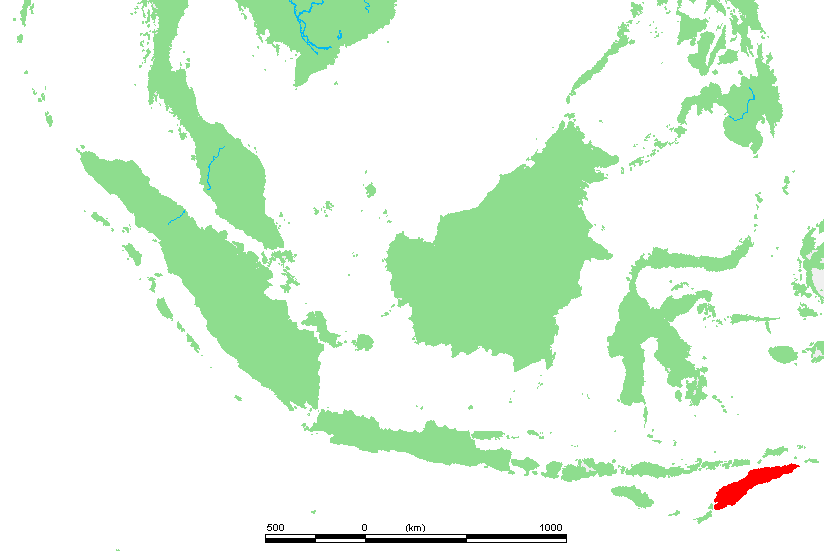
Vị trí đảo Timor

Timor là một hòn đảo tại phần ngoài cùng phía nam của Đông Nam Á hải đảo, nằm ở phía bắc biển Timor. Nó được chia thành 2 phần là Đông Timor, nay là nhà nước độc lập có cùng tên gọi (Đông Timor) và Tây Timor thuộc về tỉnh Đông Nusa Tenggara của Indonesia. Đảo này có diện tích khoảng 30.780 km² (11.883 dặm vuông Anh). Tên gọi của nó là một kiểu phát âm của từ timur trong tiếng Mã Lai để chỉ "đông"; nó được gọi như vậy là do nó nằm ở rìa phía đông của một chuỗi các đảo.

## Ngôn ngữ, sắc tộc và tôn giáo
Tương tự như các đảo cận kề, phần lớn người dân Timor là người Melanesia và các nhà nhân loại học đã nhận dạng 11 nhóm khác biệt về mặt dân tộc-ngôn ngữ tại Timor. Các nhóm lớn nhất là người Atoni tại miền tây Timor và người Tetum tại miền trung và đông Timor. Phần lớn các ngôn ngữ bản địa Timor thuộc về ngữ hệ Nam Đảo, được sử dụng trên phần lớn các đảo của Indonesia. Các ngôn ngữ phi-Nam Đảo có liên quan tới các ngôn ngữ được sử dụng tại Halmahera (trên quần đảo Maluku) và Tây New Guinea.
Các ngôn ngữ chính thức tại Đông Timor là tiếng Tetum và tiếng Bồ Đào Nha, trong khi tại Tây Timor là tiếng Indonesia. Tiếng Indonesia cũng được nói rộng rãi và hiểu tốt tại Đông Timor.
Kitô giáo là tôn giáo chiếm ưu thế trên toàn đảo Timor, với số lượng tín đồ chiếm khoảng 90% dân cư trên đảo. Công giáo La Mã là phổ biến nhất tại cả hai nửa đảo; số lượng người theo Công giáo tại Tây Timor vượt trọi so với số lượng người theo đạo Tin Lành khoảng 1,5 lần. Những người theo Hồi giáo và thuyết vật linh chiếm phần lớn số lượng còn lại, khoảng 5% cho mỗi loại.

## Địa lý
Về phía nam và đông nam đảo Timor là châu Đại Dương. Về phía bắc và tây bắc đảo này là đảo lớn Sulawesi với một dải các đảo nhỏ hơn xen vào giữa, bao gồm các đảo như Flores, Solor, Adonara, Lembata, Pantar, Alor, Atauro, Wetar và một loạt các đảo nhỏ khác. Về phía tây là đảo Sumba, Savu, Roti. Đảo này cùng với đảo Sumba, Babar và các đảo cận kề nhỏ hơn, tạo thành phần phía nam của quần đảo gọi là quần đảo Nusa Tenggara hay quần đảo Sunda Nhỏ
Timor có cấu tạo địa chất cổ và không có bản chất núi lửa như của phần phía bắc quần đảo Sunda Nhỏ. Hướng trục chính của đảo này cũng khác biệt so với các đảo cận kề. Các đặc trưng này được giải thích là do kết quả của việc nó nằm trên rìa phía bắc của mảng Ấn-Úc và nó bị đẩy vào Đông Nam Á.

## Quần thực vật-động vật
Timor, cùng với các đảo khác trong quần đảo Nusa Tenggara ở phía tây bắc và các đảo nhỏ hơn ở phía đông bắc, được các kiểu rừng lá rộng khô nhiệt đới che phủ. Nhiều loại cây có lá sớm rụng hay bán sớm rụng, thay lá của chúng trong mùa khô. Timor, các đảo thuộc quần đảo Barat Daya và các đảo nhỏ hơn ở phía đông bắc đảo Timor hợp thành khu vực sinh thái rừng lá sớm rụng Timor và Wetar.
Trong thế Pleistocen (1,8 triệu tới 10.000 năm trước), Timor là nơi sinh sống của các loài thằn lằn khổng lồ đã tuyệt chủng, trông tương tự như rồng Komodo. Giống như các đảo Flores, Sumba và Sulawesi, Timor cũng từng là nơi sinh sống của các loài voi lùn thuộc chi Stegodon, họ hàng gần của voi ngày nay.

## Lịch sử
Là đảo gần nhất với khu định cư của người châu Âu đương thời, Timor là điểm đến của William Bligh và các thủy thủ trung thành với ông sau vụ nổi dậy trên tàu Bounty năm 1789. Nó cũng là nơi những người sống sót từ tàu HMS Pandora bị chìm, khi tàu này được phái đi bắt những người nổi dậy trên tàu Bounty, đổ bộ vào năm 1791 sau khi tàu này bị chìm tại Rạn san hô Great Barrier.
Về mặt chính trị, đảo này được chia ra thành 2 phần trong nhiều thế kỷ:
- Tây Timor, được biết đến như là Timor thuộc Hà Lan từ thế kỷ 19 cho tới năm 1949 khi nó trở thành Timor thuộc Indonesia, một phần của nhà nước Indonesia, hình thành từ Đông Ấn Hà Lan cũ.
- Đông Timor, được biết đến như là Timor thuộc Bồ Đào Nha, một thuộc địa của Bồ Đào Nha cho tới năm 1975. Nó cũng bao gồm vùng đất lọt vào giữa Tây Timor là Oecussi-Ambeno. Hà Lan và Bồ Đào Nha đã không thể chính thức giải quyết vấn đề biên giới cho tới tận năm 1912.

Các lực lượng Nhật Bản xâm chiếm toàn bộ đảo này từ năm 1942 tới năm 1945. Họ bị các lực lượng kháng chiến chống lại trong các chiến dịch của chiến tranh du kích do lực lượng biệt kích Australia chỉ đạo. (Xem Trận Timor.)
Sau khi người Bồ Đào Nha rút khỏi đảo thì những xung đột nội bộ cùng sự xâm chiếm của Indonesia năm 1975 đã dẫn tới việc Đông Timor bị sáp nhập vào Indonesia và trở thành Timor Timur hay ngắn gọn hơn là 'Tim-Tim'. Nó được nhà nước Indonesia coi là tỉnh thứ 27, nhưng điều này không được cả Liên hợp quốc lẫn Bồ Đào Nha công nhận. Người Đông Timor đã chống lại các lực lượng Indonesia trong một cuộc chiến tranh du kích kéo dài. (Xem: Indonesia xâm chiếm Đông Timor).
Theo cuộc trưng cầu dân ý năm 1999, được thỏa thuận dưới sự bảo trợ của Liên hợp quốc giữa Indonesia và Bồ Đào Nha, trong đó người dân Đông Timor từ chối đề xuất tự trị trong phạm vi Indonesia, Đông Timor đã giành được độc lập năm 2002 và hiện nay là nhà nước độc lập Timor-Leste. Một nhóm người trên lãnh thổ Timor thuộc Indonesia cũng có những hoạt động từ năm 2001 để cố gắng thành lập nhà nước Đại Timor.